# Libčeves (zámek)
Libčeves je zřícenina zámku ve stejnojmenné vesnici v okrese Louny. Na místě zámku stávala gotická tvrz založená ve čtrnáctém století. Postupně byla přestavěna na renesanční a barokní zámek. Ve druhé polovině dvacátého století zámek nebyl udržován, a postupně se změnil ve zříceninu. Od roku 1964 je chráněn jako kulturní památka.

## Historie

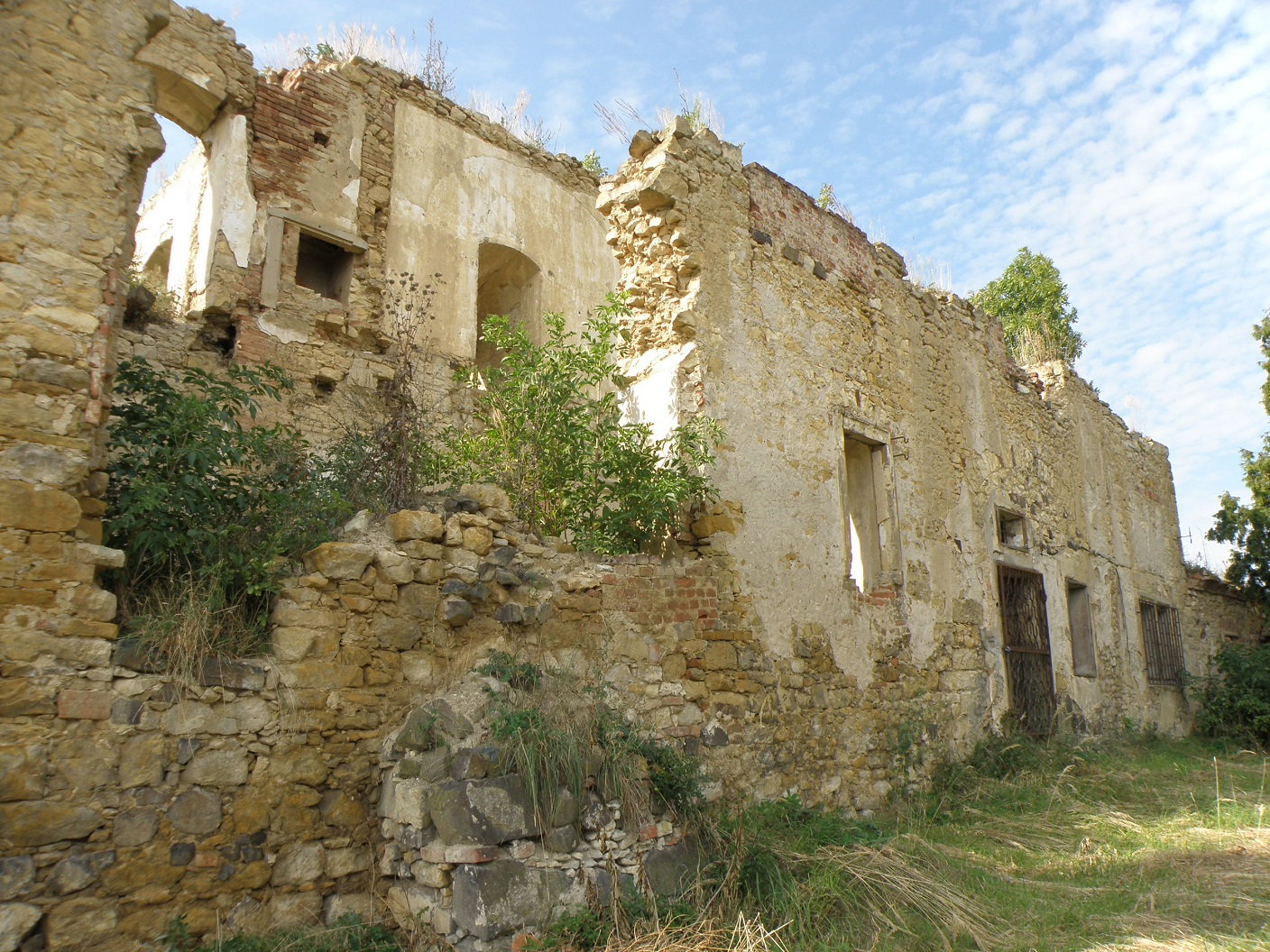
Jižní (nádvorní) strana severního křídla

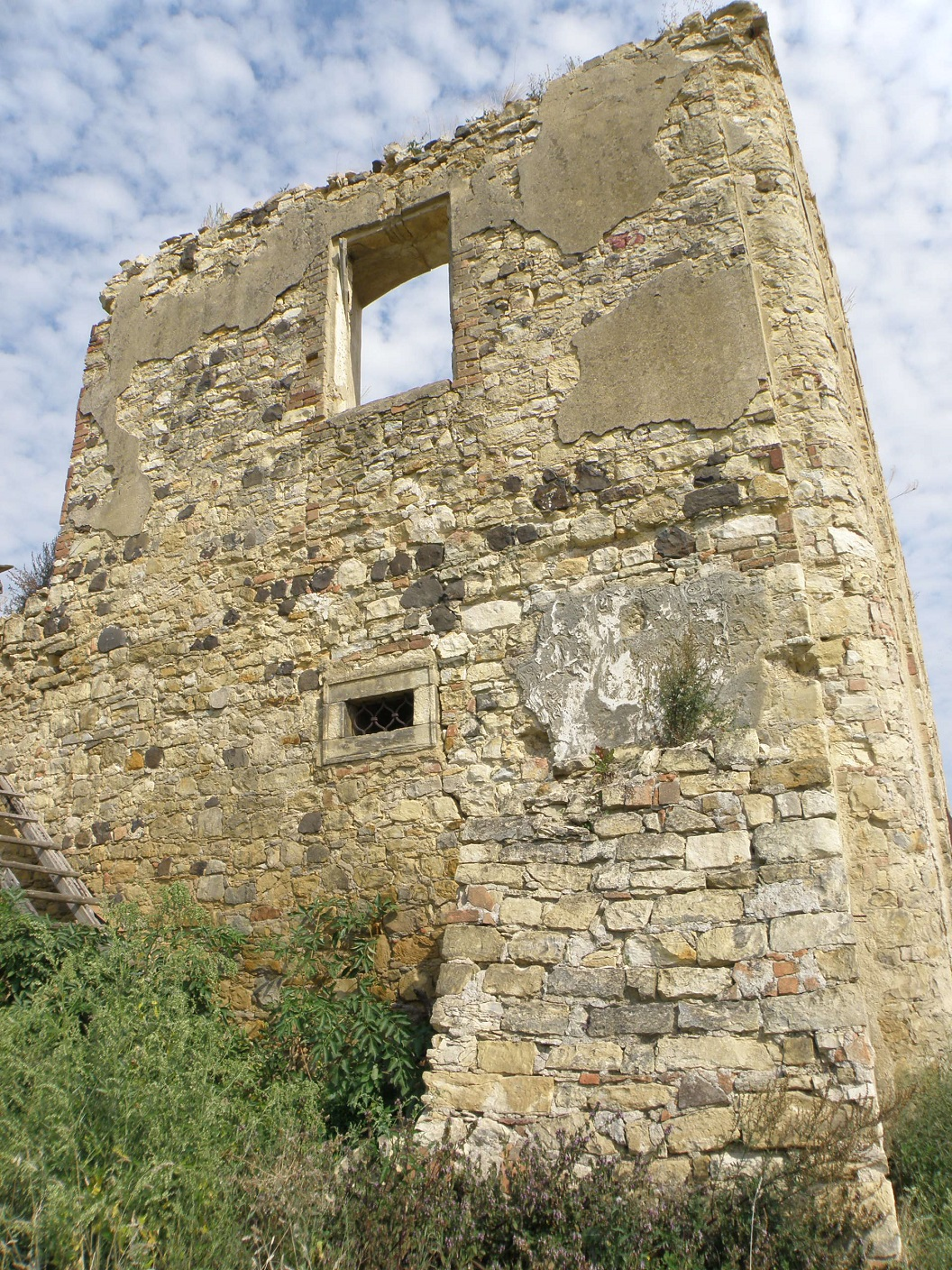
Západní strana jižního křídla

První písemná zmínka o Libčevsi je z roku 1295, kdy v ní sídlil Smil z Libčevsi, který byl jedním z manů hradu Rýzmburk. Podle Rudolfa Anděla existuje také zmínka z roku 1251 o Protivcovi z Libčevsi. Dějiny z větší části čtrnáctého století jsou nejasné. Ve druhé polovině část vesnice patřila pánům ze Žerotína a druhá klášteru klarisek z Panenského Týnce, který ji v roce 1385 nebo 1386 vyměnil za jiný majetek s bratry Plichtou, Habešem a Habartem ze Žerotína. Roku 1390 nebo 1396 je jako majitel uváděn Pešík z Minic, jehož potomci panství roku 1437 prodali Václavu Cardovi z Petrovic, který Libčeves odkázal své dceři Ofce provdané za Zikmunda z Vartenberka a z Berštejna. Když roku 1483 zemřel jejich syn Václav, připadlo panství jako odúmrť králi, který je někomu věnoval, ale ze sporů různých šlechticů není jasné, kdo byl skutečným majitelem.
Na počátku šestnáctého století patřila vesnice Jindřichovi z Vřesovic, po kterém ji zdědil syn Jiří. Jeho tři synové Libčeves prodali roku 1543 Jaroslavovi Beřkovskému z Šebířova a ten o pět let později Buškovi Kaplířovi ze Sulevic, jehož potomkům patřila až do roku 1588, kdy ji prodali Janovi z Vřesovic na Podsedicích. V roce 1596 panství koupila Kateřina z Doupova, provdaná Údrčská, pro svého syna Jana Viléma Kostomlatského z Vřesovic . Spolu nechali starou tvrz přestavět na renesanční zámek. Jan Vilém zemřel okolo roku 1620 a panství převzal jeho strýc Jan Habart, který po vydání Obnoveného zřízení zemského odmítl přestoupit na katolickou víru a rozhodl se odejít ze země. Roku 1628 proto zámek prodal strýci Volfu Illburkovi z Vřesovic, ale brzy je jako majitel uváděn jeho bratr Vilém, který zemřel roku 1640. Před smrtí panství velmi zadlužil, a proto je jeho dědicové v roce 1642 prodali Kryštofu Ferdinandovi z Lobkovic, který zámek upravil v barokním slohu, ale panství později spolu s Měrunicemi připojil k bílinskému panství.
Lobkovicům panství patřilo až do první pozemkové reformy. Vrchnost na zámku nesídlila, a ten byl proto několikrát upravován pro potřeby hospodářského dvora. Od šedesátých let dvacátého století přestal být zámek udržován a lidé z okolí ho začali rozebírat na stavební materiál. Ještě na konci sedmdesátých let byly jeho budovy zastřešené, ale později střechy zanikly, a zámek se změnil ve zříceninu.

## Stavební podoba
Nejstarší tvrz stála nejspíše v blízkosti kostela Stětí svatého Jana Křtitele snad již na konci třináctého století. Později bylo panské sídlo přesunuto na návrší jižně od vesnice. Její areál měl obdélný půdorys s vypouklými delšími stranami. Na obou kratších stranách stávaly částečně podsklepené palácové stavby. Během renesanční přestavby přibylo na východní straně dvouprostorové křídlo s kuchyní a severní palác byl na vnější straně rozšířen o rozsáhlou přístavbu. Při barokní přestavbě zámek získal čtyřkřídlý půdorys. Nejprve bylo postaveno celé východní křídlo, které pohltilo renesanční budovu s kuchyní a později bylo přistavěno západní křídlo, které uzavřelo vnitřní dvůr.